# The Metal Opera
The Metal Opera é o álbum de estreia do projeto metal opera de Tobias Sammet, Avantasia.
O álbum é sucedido por uma sequência, The Metal Opera Part II, e ambos foram escritos ao longo de um ano, começando no último trimestre de 1998. Ambos foram produzidos de outubro de 1999 a junho de 2000, com os trabalhos sendo interrompidos por alguns meses para que Tobias pudesse produzir The Savage Poetry com sua outra banda, Edguy.
O projeto alega que o título do álbum marca o primeiro uso do termo "metal opera". Tobias também o considera a sua estreia profissional, pois foi a primeira vez que ele ganhou dinheiro com música, embora à época ele já tivesse lançado três álbuns com o Edguy.
Segundo Tobias, o enredo do álbum é parcialmente baseado em julgamentos de bruxas verídicos que aconteciam em Fulda (sua cidade natal) e Mainz nos séculos XVI e XVII.
Em 2019, a Metal Hammer o elegeu como o 25º melhor álbum de power metal de todos os tempos. A revista também o elegeu, em 2021, como o 18º melhor álbum de metal sinfônico de todos os tempos.

## Enredo
O personagem principal da história é o jovem Gabriel Laymenn, noviço da Ordem Dominicana da abadia de Mainz. É o ano de 1602 e, juntamente com o resto de sua ordem, Gabriel participa de uma caça às bruxas. Mas quando ele é inesperadamente reunido com a sua meio-irmã, Anna Held, que espera seu julgamento por bruxaria, Gabriel começa a ter dúvidas. Ele se esgueira para dentro da biblioteca, onde ele lê um livro proibido. Seu mentor, Bruder Jakob o vê e Gabriel é atirado no calabouço.
Lá ele conhece um velho, Lugaid Vandroiy, que se apresenta como “o druida” ("Reach Out for the Light"). Ele conta a Gabriel sobre uma outra dimensão, o mundo de Avantasia, que corre grande perigo. Ele se oferece para ajudar a resgatar Anna, se Gabriel concordar em ajudar Avantasia. Eles conseguem escapar ("Breaking Away"), e Vandroiy leva Gabriel a um velho poço de pedra que guarda o portal entre as duas dimensões, utilizando-o para enviar Gabriel a Avantasia.
Enquanto isso, Johann Adam Von Bicken, o bispo de Mainz, Bruder Jakob e o Oficial de Justiça, Falk Von Kronberg, estão a caminho de Roma para encontrar o Papa Clemente VIII ("The Glory of Rome"). Em sua posse eles têm o livro que Gabriel leu. Velhos documentos contam que o livro é a última das sete partes de um lacre, que ajudará o seu detentor a alcançar o conhecimento absoluto caso ele o leve à torre no centro de Avantasia.
Quando Gabriel chega à Avantasia (“Avantasia”) ele é recebido por dois habitantes, o elfo Elderane (Andre Matos) e o anão Regrin (Kai Hansen), na música “Inside”. Eles contam sobre a guerra contra as forças do mal, dos planos do Papa e de suas conseqüências (“Sign of the Cross”). Se o Papa usar o lacre, a conexão entre Avantasia e o mundo humano irá se romper causando terríveis conseqüências para ambos os mundos. Gabriel chega bem a tempo na Torre e, enquanto o Papa fala com a voz misteriosa que sai de dentro dela, Gabriel rouba o lacre e, em meio ao caos, ele consegue trazê-lo à cidade dos elfos (“The Tower”), o que marca o fim da primeira parte.

## Faixas
| N.º            | Título                    | Duração |  |
| 1.             | "Prelude"                 | 1:11    |  |
| 2.             | "Reach Out for the Light" | 6:33    |  |
| 3.             | "Serpents in Paradise"    | 6:18    |  |
| 4.             | "Malleus Maleficarum"     | 1:43    |  |
| 5.             | "Breaking Away"           | 4:36    |  |
| 6.             | "Farewell"                | 6:33    |  |
| 7.             | "The Glory of Rome"       | 5:30    |  |
| 8.             | "In Nomine Patris"        | 1:05    |  |
| 9.             | "Avantasia"               | 5:33    |  |
| 10.            | "A New Dimension"         | 1:39    |  |
| 11.            | "Inside"                  | 2:24    |  |
| 12.            | "Sign of the Cross"       | 6:26    |  |
| 13.            | "The Tower"               | 9:46    |  |
| Duração total: | Duração total:            | 59:17   |  |

| Faixas bônus   |                                              |         |  |
| N.º            | Título                                       | Duração |  |
| 14.            | "Avantasia" (radio edit)                     | 4:10    |  |
| 15.            | "The Final Sacrifice" (faixa bônus no Japão) | 5:02    |  |
| Duração total: | Duração total:                               | 68:29   |  |

## Créditos
| Vocalistas - Tobias Sammet (Edguy) - Gabriel Laymann - Michael Kiske (Helloween, Carreira Solo) - Druida Lugaid Vandroiy - David DeFeis (Virgin Steele) - Frei Jakob - Sharon den Adel (Within Temptation) - Anna Held - Rob Rock (ex-Impellitteri, Carreira Solo) - Bispo Von Bicken; - Oliver Hartmann (ex-At Vance) - Clemens IIX - Andre Matos (ex-Viper, Angra e Shaman, Carreira solo) - Elfo Elderane - Kai Hansen (Gamma Ray) - Regrin, o Anão - Timo Tolkki (Stratovarius) - Misteriosa Voz da Torre - Ralf Zdiarstek (Warrior) - Oficial de justiça Falk Von Kronberg | Instrumentistas - Henjo Ricther (Gamma Ray) - Guitarra - Jens Ludwig (Edguy) - Guitarra - Norman Meiritz - Guitarra - Markus Grosskopf (Helloween) - Baixo - Alex Holzwarth (Rhapsody of Fire) - Bateria - Tobias Sammet (Edguy) - teclado, Orquestrações e Baixo - Frank Tischer - Piano |

## Paradas
| Parada                                | Maior colocação |
| ------------------------------------- | --------------- |
| Finlândia (Suomen virallinen lista)   | 36              |
| França (SNEP)                         | 118             |
| Alemanha (Offizielle Deutsche Charts) | 135             |
| Suécia (Sverigetopplistan)            | 48              |